# San Pedro de Tiquina

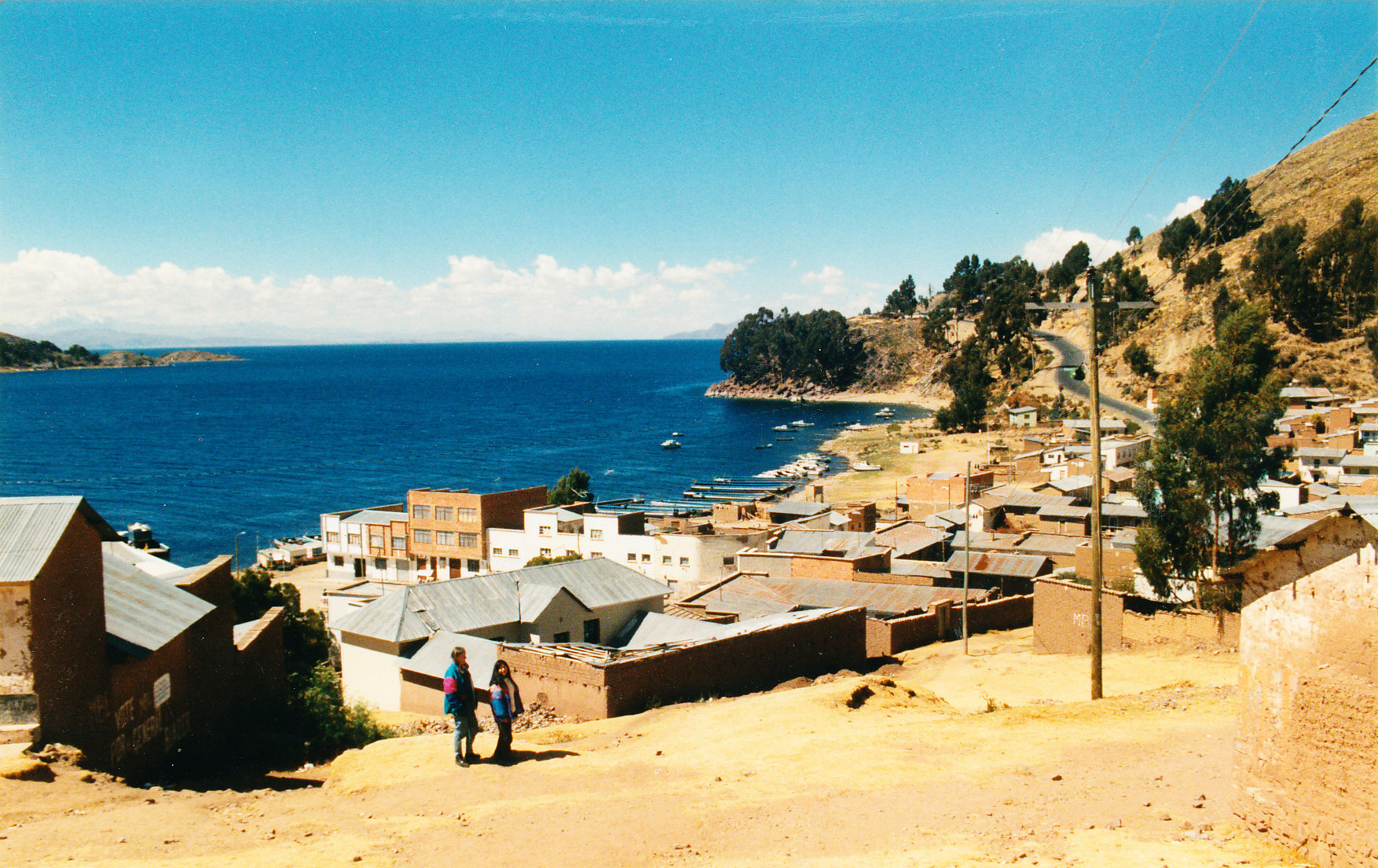
San Pedro de Tiquina

San Pedro de Tiquina är en ort vid Titicacasjön i den bolivianska provinsen Manco Kapac, i departementet La Paz.